# バルフルール岬とラ・オーグの海戦
バルフルール岬とラ・オーグの海戦（英語: Battle of Barfleur and La Hogue）は大同盟戦争中の1692年5月29日 - 6月4日（ユリウス暦5月19日 - 24日）に発生した一連の海戦のことである。まずバルフルール岬付近で、次にコタンタン半島のシェルブールやサン＝ヴァースト＝ラ＝ウーグでイングランド王国、ネーデルラント連邦共和国（オランダ）連合艦隊とフランス王国艦隊との戦闘が起きた。
1692年5月、フランスはイングランド王位を廃されたジェームズ2世を支持しており、彼の復位のためにフランス・アイルランド連合軍を侵攻させようとトゥールヴィル伯アンヌ・イラリオン・ド・コタンタン提督の指揮する戦列艦44隻を集結させた。2年前のビーチー・ヘッドの海戦での勝利は上陸の現実性を感じさせるものであったので、バルフルール岬でトゥールヴィルは英蘭連合艦隊の82隻を相手に勇敢に戦った。
しかし、激しくはあったが決定的ではない衝突で双方の艦隊は大きな損傷を受け、トゥールヴィルは霧に隠れて数日間逃走を試みたが結果的にフランス艦隊は分散し、シェルブールで3隻、ラ・オーグで12隻を失ってイングランド侵攻計画は霧散した。

## 海戦前
フランス王ルイ14世と海軍大臣ルイ・フェリポー・ド・ポンシャルトラン（fr）はジェームズ2世復位のためにイングランド上陸を計画する。最初の計画は1692年4月に英蘭艦隊が合同する前に軍を送ろうというものであった。歩兵はサン＝ヴァースト＝ラ＝ウーグに結集し、騎兵と大砲はル・アーヴルで輸送船に搭載されるのを待っていた。後はトゥールヴィルが艦隊をブレストに結集させれば侵攻軍を出発させることができたのである。
しかしフランス艦隊はそろわなかった。ヴィクトル＝マリー・デストレ提督のトゥーロン戦隊はジブラルタル海峡通過時に嵐に遭遇、2隻を失って引き返し、ヴィレット＝ミュルゼイ侯フィリップ・ル・ヴァロワ提督（fr）のロシュフォール戦隊は遅れてやってきたのである。さらにトゥールヴィルのブレスト艦隊は人員不足に苦しんでおり、ユリウス暦4月29日に出航する際に20隻をシャトールノー侯フランソワ・ルイ・ルッスル（fr）に残して来なくてはならなかった。彼の艦隊は逆風でさらに遅延し、ベルトーム水路を通過したのはユリウス暦5月2日になってからであった。
トゥールヴィルが英仏海峡に入ったとき、彼の手元には37隻の戦列艦と7隻の火船、加えて数隻のフリゲートがあった。加えてユリウス暦5月15日にはロシュフォール戦隊が合流し、戦列艦44隻、その他艦艇も加えて70隻から80隻ほどになる。
一方、英蘭連合はワイト島のセント・ヘレンズ泊地に集結していた。ラルフ・デラヴァル提督はユリウス暦5月8日にワイト島に到着し、翌日には海峡の西側で船団護衛とガーンジー島への兵員輸送を行っていたリチャード・カーター提督が加わった。オランダは4月にフィリップス・ファン・アルモンデ提督の艦隊を派遣し、当時は南下を続けていた。
ジョン・アシュビー提督はユリウス暦4月27日にノール泊地を出航、エドワード・ラッセル提督の出発は29日まで遅れたが、ガル海峡の危険な航路を通って時間を稼いだ。ラッセルはダウンズでアルモンデの艦隊と、ダンジェネスで別のオランダ戦隊と合流した。セント・ヘレンズに到着したのは5月の第2週で、それから数日間に更なる増援も到着し、14日には戦列艦80隻以上の艦隊となっていた。このため英蘭艦隊が分散しているうちにフランス艦隊を集中するという戦略は交戦の前に失敗していた。
しかしルイ14世はトゥールヴィルにとにかく海戦することを命じ、作戦が中止になることはなかった。

## バルフルール岬の海戦

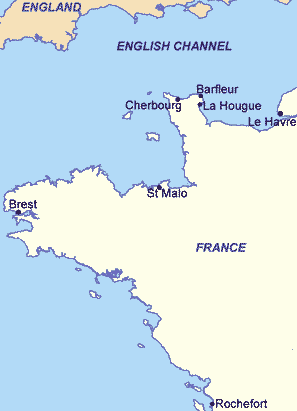

両艦隊は1692年5月29日（ユリウス暦5月19日）の日の出とともにバルフルール岬沖で双方を視認する。これをうけてトゥールヴィルは軍議を開き、全員の意見が戦闘回避で一致したが、ルイ14世の命令やジャコバイトへの共感がイングランド海軍内部にあるのではないかという期待から結局交戦に踏み切った。しかしイングランド艦隊分裂は起きず、ラッセルの連合艦隊は北東に、トゥールヴィルのフランス艦隊は南から右舷開きで西からの微風にのってゆっくりと接近していった。それぞれの艦隊は3つの戦隊に分割されており、次席、三席指揮官が指揮を執っていた。
当日は風がなかったため、交戦が始まったのは視認から5時間後の午前11時のことだった。
トゥールヴィルは自らが率いるフランス艦隊の中央戦隊を増強し、ラッセルの連合艦隊主力に対抗できるようにした。一方、数で劣る前衛は敵前衛が回り込んでこないように間隔を広げて配置し、後衛は風上側に居続けるために後ろを固めた。ラッセルはこれに対して一歩も退かず、フランス艦が接近するのに任せて出来るだけ長く砲撃戦を続けようとした。前衛のアルモンデはフランス側の前衛と同様に戦列を伸ばし、敵艦隊の風上に回り込もうと試みる。後衛のアシュビーも何とかして彼の戦隊を戦闘に参加させようと努力していた。両艦隊は数時間に渡って砲撃を交わし、双方にかなりの損害を出した。
戦闘は日中の間続いたが、夜の訪れとともに終わった。午後1時になると風向きが変わり、クラウズリー・ショヴェル提督（en）がフランス艦隊の分断に、前衛のオランダ艦隊が敵先鋒の迂回に成功する。午後4時には風が凪ぎ、海域に霧が立ちこめた。午後6時にトゥールヴィルは潮流にのって離脱をはかるが、これはショヴェルが送った火船にとっても順風だった。
午後10時までにバルフルール岬での戦闘は殆ど集結した。この日双方の艦隊の多くが損傷したが、驚くべきことに沈没した戦列艦はなかった。
潮の流れが変わるとトゥールヴィルは戦列を崩し、引き潮にのって海峡を下り退却していった。ラッセルはこれに気づくとやはり戦列を崩し、局面は夜の追撃戦に移っていった。

## バルフルール後
翌30日（ユリウス暦20日）、フランス艦隊の撤退は逆風と潮流に遮られていた。さらにフランス艦の錨は海軍大臣の節約政策により海峡の強い潮流に耐えるためには不十分なものとなっており、シェルブール周辺には要塞化された避泊地も無かった。このような状況下でトゥールヴィルの旗艦ソレイユ＝ロワイヤルは危険な状態となったが、彼は艦の保全に固執していた。しかし次第に脱出の望みがないことを悟るとヴィレット＝ミュルゼイ侯の旗艦アンビテューに移乗した。

### 追撃戦
30日（ユリウス暦20日）の日の出頃にはフランス艦隊は広い海域に分散していた。北方にいたのはギャバレー、ランジュロン提督の戦列艦全4隻で、これらは北に向かっており、ブリテン島沿岸を通って大西洋に出て最終的に無事にブレストに戻った。南にはヌスモンの6隻がおり、南東のノルマンディ沿岸を目指していた。このうち2隻はサン＝ヴァースト＝ラ＝ウーグで座礁した。他の2隻は途中からル・アーヴルを目指し、うちランタンデュは港の入り口で座礁した。残るモナークとエマーブルはドーバー海峡を通過してブリテン島を一周してからブレストに無事帰還した。フランス艦隊の多くは西へ向かっており、先頭のヴィレットが15隻、続いてアンフレヴィルが12隻、最後にトゥールヴィルが7隻を率いていた。
この日を通じてフランス艦隊には再集結を行う機会があったが、トゥールヴィルは旗艦ソレイユ＝ロワイヤルを救う努力に没頭しており、彼があきらめてアンビテューに移ったのはその日の後半になってのことである。
対してイングランド艦隊も分散し、追撃の先陣になったのはアルモンデのオランダ艦隊で、それにアシュビーの戦隊が続いた。特に赤戦隊の損害は大きく、他にもショヴェルの戦隊の3隻が帰港を余儀なくされ、彼の将旗もロイヤル・ウィリアムからケントに移された。一方ラッセルの旗艦ブリタニアも損害を受けていたがこちらは戦列を離脱せず、彼の戦隊の航行に深刻な遅滞を招くことになった。
5月31日、フランス艦隊はラ・アーグ岬沖で潮流に逆らいながら錨泊していた。先遣隊はパンヌティエール提督指揮の21隻で、岬を超えたオルダニー島周辺におり、トゥールヴィルの残りの13隻はもっと東側にいた。天候が悪化するとトゥールヴィル戦隊各艦は走錨しはじめ、うち3隻がシェルブールで、残り10隻もサン＝ヴァースト＝ラ＝ウーグで座礁してしまった。なおラ・オーグにはヌスモンの2隻も座礁していた。ラッセルの戦隊も潮流のために追跡を中止したが、アシュビーとアルモンデはパンヌティエールを追い続けた。
パンヌティエールは連合艦隊から逃れるためにオルダニー島の危険な水路を通る。これは同地出身の乗員の案内があってのことである。アルモンデとアシュビーはこれを真似しようとはせず、島の西側を迂回していったためにパンヌティエールは無事にサン・マロに逃げ延びた。この行動を後にラッセルが非難するが、同海域に詳しい唯一の提督であるカーターは戦死していたのである。アルモンデとアシュビーはラ・オーグに引き返してラッセル戦隊と合流した。
この間、ラッセルはトゥールヴィルを追ってコタンタン半島沿岸を東に向かっていた。錨を持たないトゥールヴィルたちに座礁を逃れるすべはなく、戦隊の全艦が浜辺に乗り上げた。

### シェルブールとラ・オーグでの海戦
ソレイユ＝ロワイヤル、アドミラブル、トリオンファンの3隻はシェルブールで座礁し、6月3日（ユリウス暦5月23日）にデラヴァル指揮下の長艇や火船の襲撃で全滅した。
一方、ラッセルは砲台で防御されているラ・オーグに逃げ込もうとしていたフランス艦を追った。6月3、4日（ユリウス暦5月23、24日）にジョージ・ルーク提督とダンビー伯ペレグリン・オズボーン提督はボートによる襲撃を行い、既に疲労困憊していたフランス将兵はこれに対抗することが出来ず、12隻の戦列艦がすべて焼却された。この完勝は「ラ・オーグの海戦」としてイングランド国民に記憶されることとなる。
フランス艦隊の壊滅はイングランド侵攻計画を自然消滅させた。イングランドでは英蘭艦隊の勝利を記念して観艦式が行われた。